# 澳門巴士6B路線
澳門巴士6B路線是由澳巴經營，往返媽閣和山頂醫院的巴士路線。

## 簡介及歷史
- 2013年9月28日，交通事務局將6路線分拆為6A和6B。[1][2]

- 2013年12月1日，為了方便市民前往山頂醫院，並配合山頂醫院新急診大樓投入服務，新增停靠「山頂醫院急診大樓」站。[3]

- 2015年1月31日，因進行得勝斜巷隧道工程，得勝斜巷封閉，暫不停靠「山頂醫院總站」，改經海邊馬路、得勝馬路臨時停靠「東望洋新街」站。[4]

- 2015年7月10日，土地工務運輸局進行「山邊街美化及新口岸和松山行人通道計劃」工程，經檢視該處各項臨時交通安排及聽取居民意見，臨時停靠「粵華中學」站。[5]

- 2016年4月23日，取消停靠「媽閣廟前地」站。[6]

- 2016年7月2日，早前因配合得勝斜巷工程而臨時調整的巴士路線安排還原，恢復停靠「山頂醫院總站」，取消停靠「愕斜巷／山頂醫院」站及「粵華中學」站。[7]

- 2016年12月10日，服務時間調整為06:15-23:30，星期一至六（公眾假期除外）班距15分鐘，星期日及公眾假期停駛。[8]

- 2017年4月10日，原於星期日及公眾假期停駛調整為星期日及強制性假期停駛。[9]

- 2019年7月27日起，“十月一日前地”站改名為“十月一號前地”。

- 2021年4月17日至5月12日，為配合澳門輕軌媽閣站一帶道路重整工程，暫不停靠 “民國馬路”、“西灣／大興大廈”及“半邊橙／迅發花園”站，臨時停靠“民國馬路／西灣湖”、“西灣”及“半邊橙”站。[10]

- 2021年5月4日至28日，因加思欄後新馬路道路工程影響，期間“山頂醫院總站”及“嘉思欄花園”站暫停使用，臨時停靠“得勝斜路”、“東望洋斜巷”、“水坑尾／公共行政大樓”及“八角亭”站。

- 2022年7月1至2日，因應流動核酸採樣車的停泊點作調整，「凱泉灣總站」暫停運作，臨時停靠“河邊新街／凱泉灣”站，總站臨時改於“媽閣總站”。[11]

- 2022年7月4日起，為配合流動核酸採樣車停泊，本線維持上述措施。[12]

- 2022年7月11日至17日，本線改以特別巴士專線方式營運，僅供特許人士乘搭。[13][14]

- 2022年7月18日至22日，因宣佈延長“相對靜止管理”措施，本線維持上述措施。[15]

- 2022年7月23日起，為配合「防疫鞏固期」期間核酸車停泊，維持早前臨時安排。[註 1][16]

- 2022年12月3日起，總站調整至“媽閣交通樞紐”，上述措施改為永久實施；“媽閣總站”調整為中途站並更名為“西灣湖景大馬路／媽閣碼頭”。[17][18][19][20][21][22]

- 2023年10月7日18:00至尾班車，在澳門國際煙花比賽匯演舉行期間，臨時停靠“旅遊塔／行車隧道”站。[23]後因當日煙花比賽匯演場次受颱風小犬影響延期至10月9日舉行。[24][25][26]其後澳門旅遊局宣佈再度延期至10月11日舉行，[27][28]上述臨時安排亦延至當天實施並維持不變。[29]

- 2024年4月7日，取消停靠“十月一號前地”站，新增停靠“治安警察局”站。[30]

- 2024年9月7日起，「加思欄花園」站改名為「加思欄／公共衛生專科大樓」。

## 本線特色
- 本線為首條且唯一一條使用中巴途經山頂醫院總站的路線。

## 使用車輛
2022年3月8日前：
- 五州龍FDG6751G

2022年3月8日起：
- 五州龍FDG6751G
- 中通LCK6759SHEVG

2022年4月29日起：
- 五洲龍FDG6751G

2022年6月18日起：
- 五洲龍FDG6751G
- 五洲龍FDG6951G

2022年6月22日起：
- 五洲龍FDG6951G

2023年1月2日起：
- 三菱Rosa
- 中通LCK6759SHEVG

2023年1月28日起：
- 三菱Rosa

2023年2月6日起：
- 三菱Rosa
- 中通LCK6759SHEVG

2024年7月29日起：
- 中通LCK6980SHEVG

## 電牌
| 往媽閣方向                  | 往媽閣方向   | 往媽閣方向 |
| 日期                        | 頭牌         | 圖例       |
| --------------------------- | ------------ | ---------- |
| 2022年7月1日前              | 凱泉灣       |            |
| 2022年7月1日至2023年5月10日 | 媽閣         |            |
| 2023年5月15日起             | 媽閣         |            |
| 2023年5月10日至15日         | 半邊橙       |            |
| 煙花比賽匯演期間            | 旅遊塔及媽閣 |            |
| 往中區方向                  |              |            |
| 日期                        | 頭牌         | 圖例       |
| 開線至今                    | 山頂醫院     |            |
| 大賽車期間                  | 水坑尾       |            |

## 路線資料

### 收費
| 收費類別     | 收費類別                      | 收費類別             | 費用 |
| ------------ | ----------------------------- | -------------------- | ---- |
| 現金         | 現金                          | 現金                 | $6.0 |
| 境外支付工具 | 支付寶（內地及香港）          | 支付寶（內地及香港） | $6.0 |
| 境外支付工具 | 雲閃付 非綁定澳門銀聯卡       |                      | $6.0 |
| 境外支付工具 | 微信支付（內地及香港）        |                      | $6.0 |
| 境外支付工具 | 交通聯合 非澳門發行的全國通卡 |                      | $6.0 |
| 境內支付工具 | 澳門通                        | 全民卡               | $3.0 |
| 境內支付工具 | 澳門通                        | 學生卡               | $1.5 |
| 境內支付工具 | 澳門通                        | 長者卡               | 免費 |
| 境內支付工具 | 澳門通                        | 殘疾卡               | 免費 |
| 境內支付工具 | 聚易用＋                      | 聚易用＋             | $3.0 |

### 服務時間及班距
| 服務時間                     | 星期一至六  | 星期日 （含強制性假期） |
| ---------------------------- | ----------- | ----------------------- |
| 媽閣交通樞紐                 | 06:15-23:30 | 停駛                    |
| 班距                         | 15-18分鐘   | 停駛                    |
| 懸掛8號風球後1小時開出尾班車 |             |                         |

### 路線停站
| 6B   | 媽閣 ↺ 山頂醫院 | 媽閣 ↺ 山頂醫院          | 媽閣 ↺ 山頂醫院    |
| 序號 | 循環線          | 循環線                   | 循環線             |
| 序號 | 站號            | 站名                     | 輕軌站／出入境口岸 |
| 1    | M3/2            | 媽閣交通樞紐             | 媽閣站             |
| 2    | M198/2          | 西灣湖景大馬路／媽閣碼頭 |                    |
| 3    | M183/1          | 河邊新街／凱泉灣         |                    |
| 4    | M139/2          | 司打口                   | 內港客運碼頭       |
| 5    | M184            | 河邊新街／街市           |                    |
| 6    | M188            | 河邊新街／下環           |                    |
| 7    | M203/1          | 媽閣廟站                 |                    |
| 8    | M197            | 半邊橙／迅發花園         |                    |
| 9    | M195            | 西灣／大興大廈           |                    |
| 10   | M192            | 民國馬路                 |                    |
| 11   | M181            | 燒灰爐                   |                    |
| 12   | M179            | 巴掌圍                   |                    |
| 13   | M172/9          | 亞馬喇前地               |                    |
| 14   | M69/2           | 葡京酒店                 |                    |
| 15   | M164            | 加思欄馬路               |                    |
| 16   | M151            | 山頂醫院急診大樓         |                    |
| 17   | M147            | 山頂醫院總站             |                    |
| 18   | M165            | 加思欄／公共衛生專科大樓 |                    |
| 19   | M157/2          | 治安警察局               |                    |
| 20   | M172/4          | 亞馬喇前地               |                    |
| 21   | M187            | 區華利前地               |                    |
| 22   | M199            | 南灣湖景大馬路           |                    |
| 23   | M3/2            | 媽閣交通樞紐             | 媽閣站             |

### 賽車期間路線停站
| 6B   | 媽閣 ↺ 水坑尾 | 媽閣 ↺ 水坑尾            |
| 序號 | 循環線        | 循環線                   |
| 序號 | 站號          | 站名                     |
| 1    | M3            | 媽閣交通樞紐             |
| 2    | M198          | 西灣湖景大馬路／媽閣碼頭 |
| 3    | M183          | 河邊新街／凱泉灣         |
| 4    | M139          | 司打口                   |
| 5    | M184          | 河邊新街／街市           |
| 6    | M188          | 河邊新街／下環           |
| 7    | M203          | 媽閣廟站                 |
| 8    | M197          | 半邊橙／迅發花園         |
| 9    | M195          | 西灣／大興大廈           |
| 10   | M192          | 民國馬路                 |
| 11   | M181          | 燒灰爐                   |
| 12   | M179          | 巴掌圍                   |
| 13   | M172          | 亞馬喇前地               |
| 14   | M261          | 約翰四世大馬路／馬統領街 |
| 15   | M144          | 水坑尾／天神巷           |
| 16   | M75           | 高美士中葡中學           |
| 17   | M270          | 塔石體育館               |
| 18   | M153          | 水坑尾／公共行政大樓     |
| 19   | M173          | 約翰四世大馬路           |
| 20   | M172          | 亞馬喇前地               |
| 21   | M187          | 區華利前地               |
| 22   | M199          | 南灣湖景大馬路           |
| 23   | M3            | 媽閣交通樞紐             |

- 粗體字為大賽車期間臨時停靠站點

## 事故
- 2022年6月25日中午約12時，一輛行駛本線的五洲龍中巴（車輛編號：2103）駛至媽閣碼頭對開時懷疑失控撞上花圃，所幸巴士上沒有任何乘客，而司機沒有受傷。[31]

## 圖片集

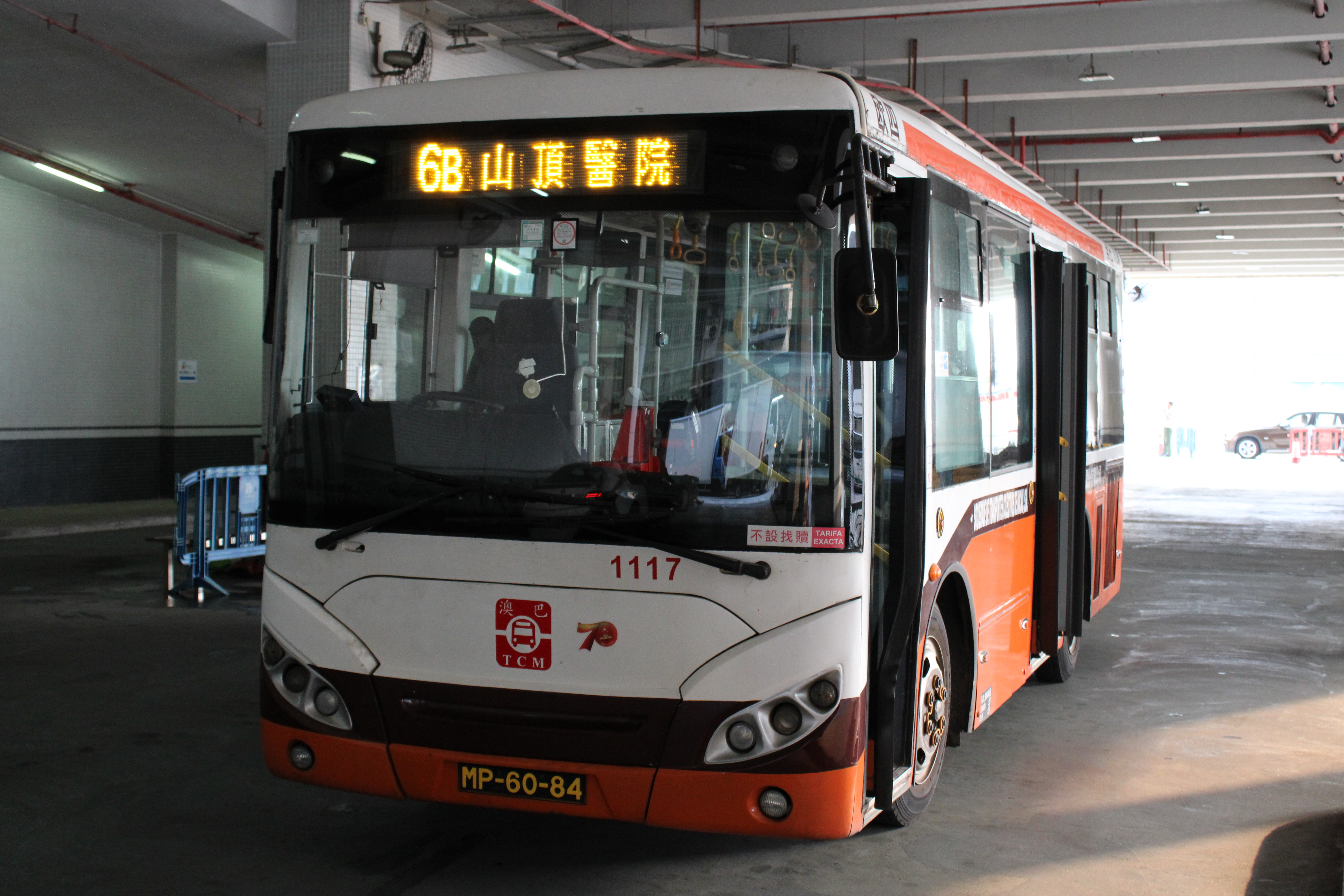
五洲龍FDG6751G
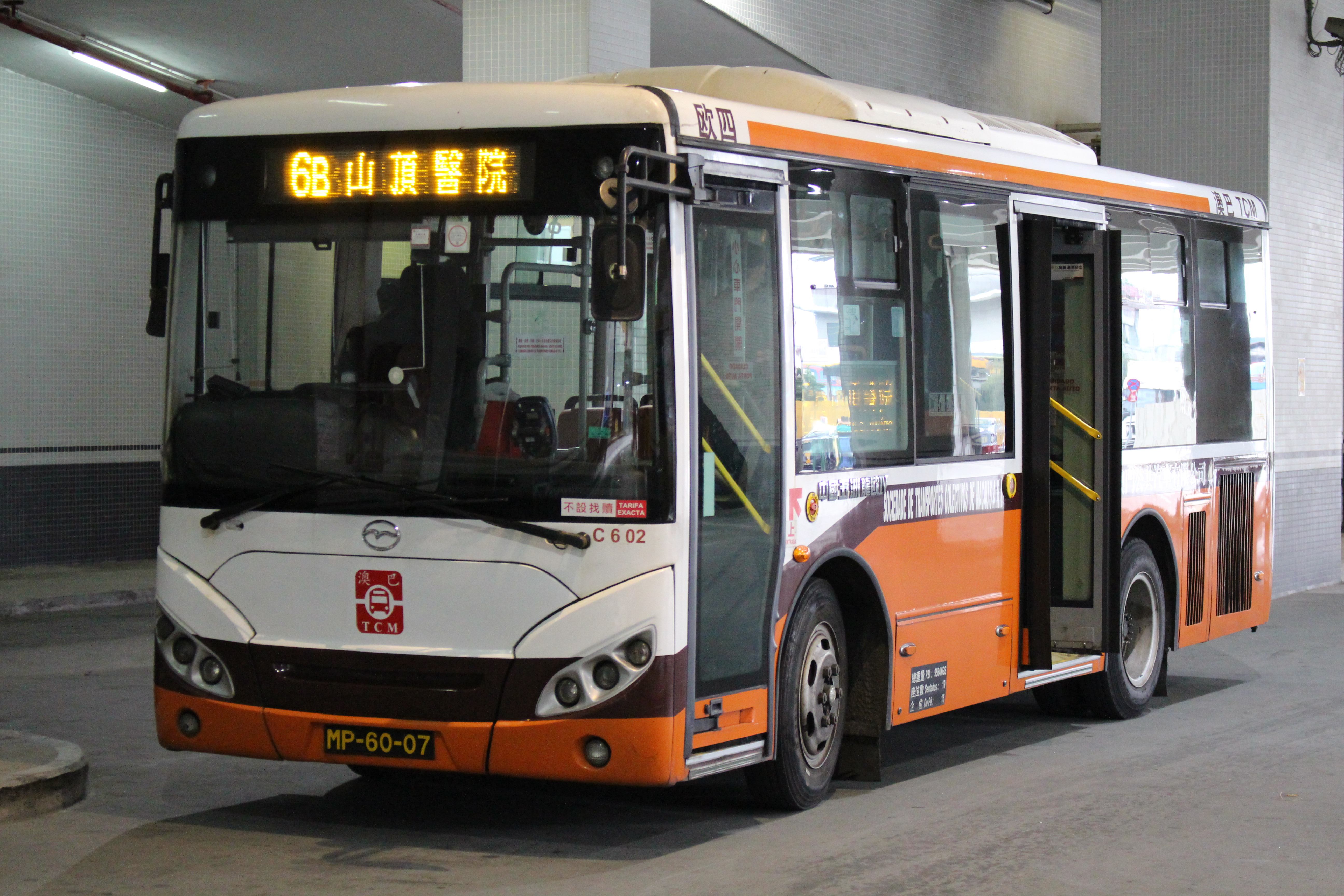
五洲龍FDG6751G
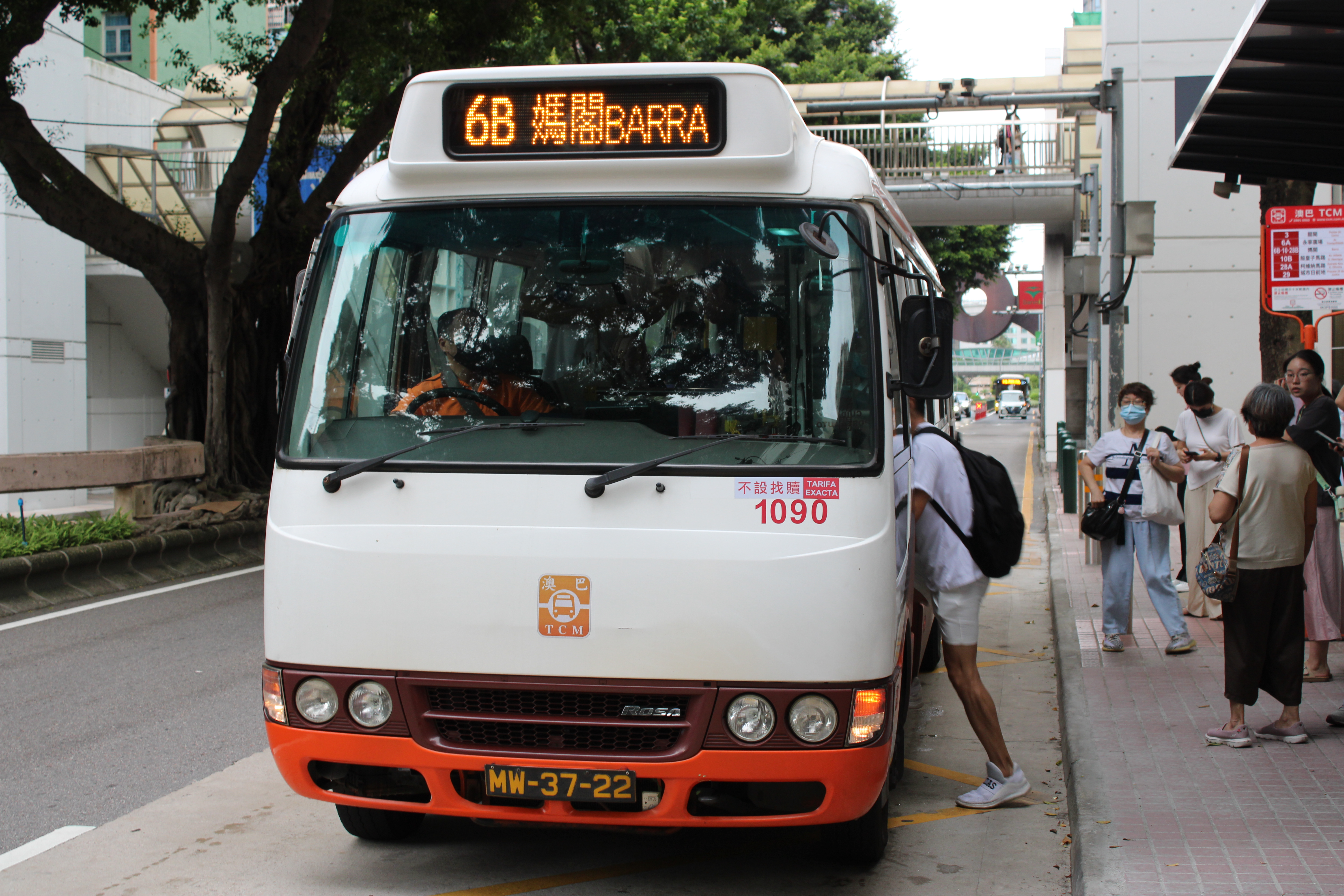
三菱Rosa
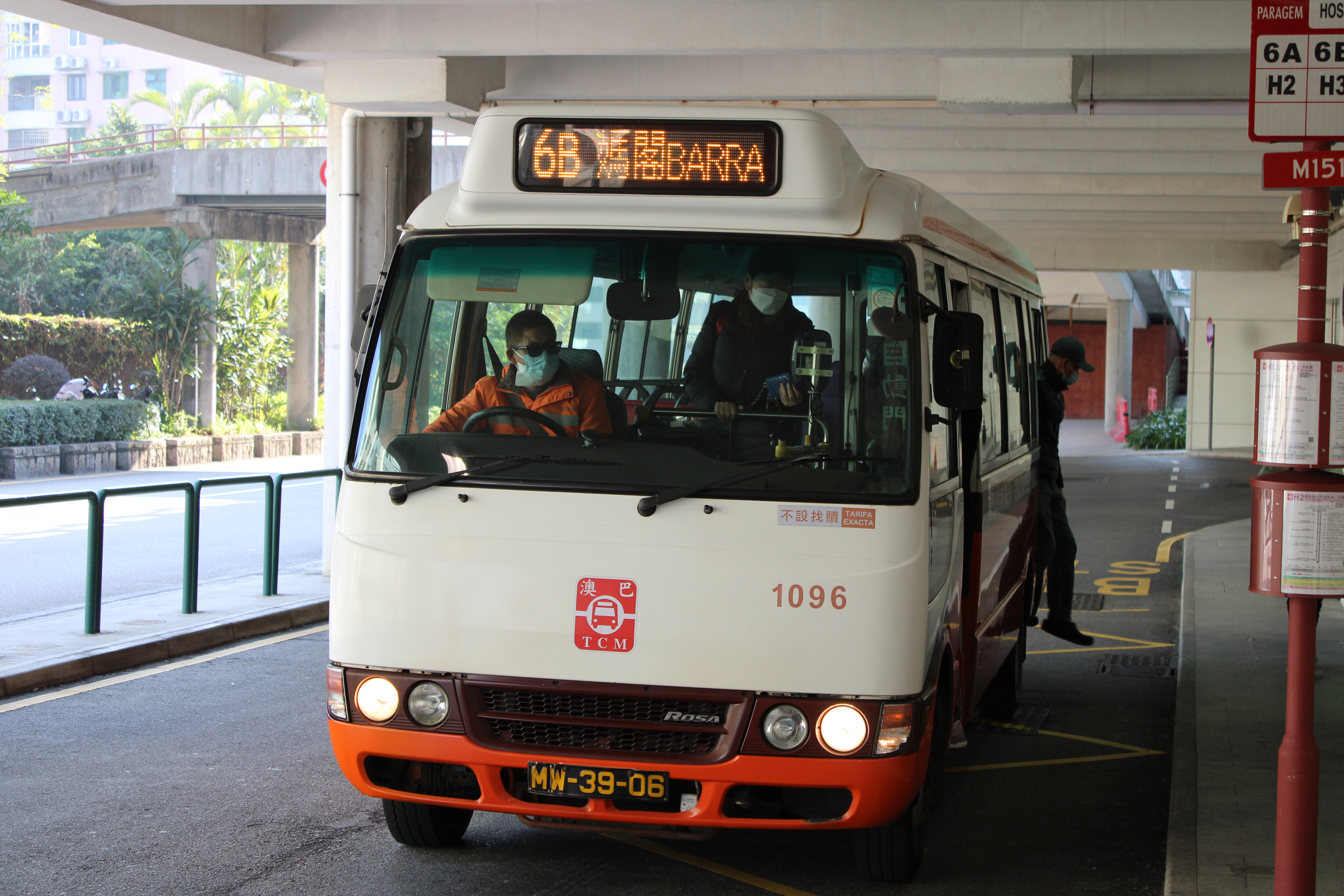
三菱Rosa
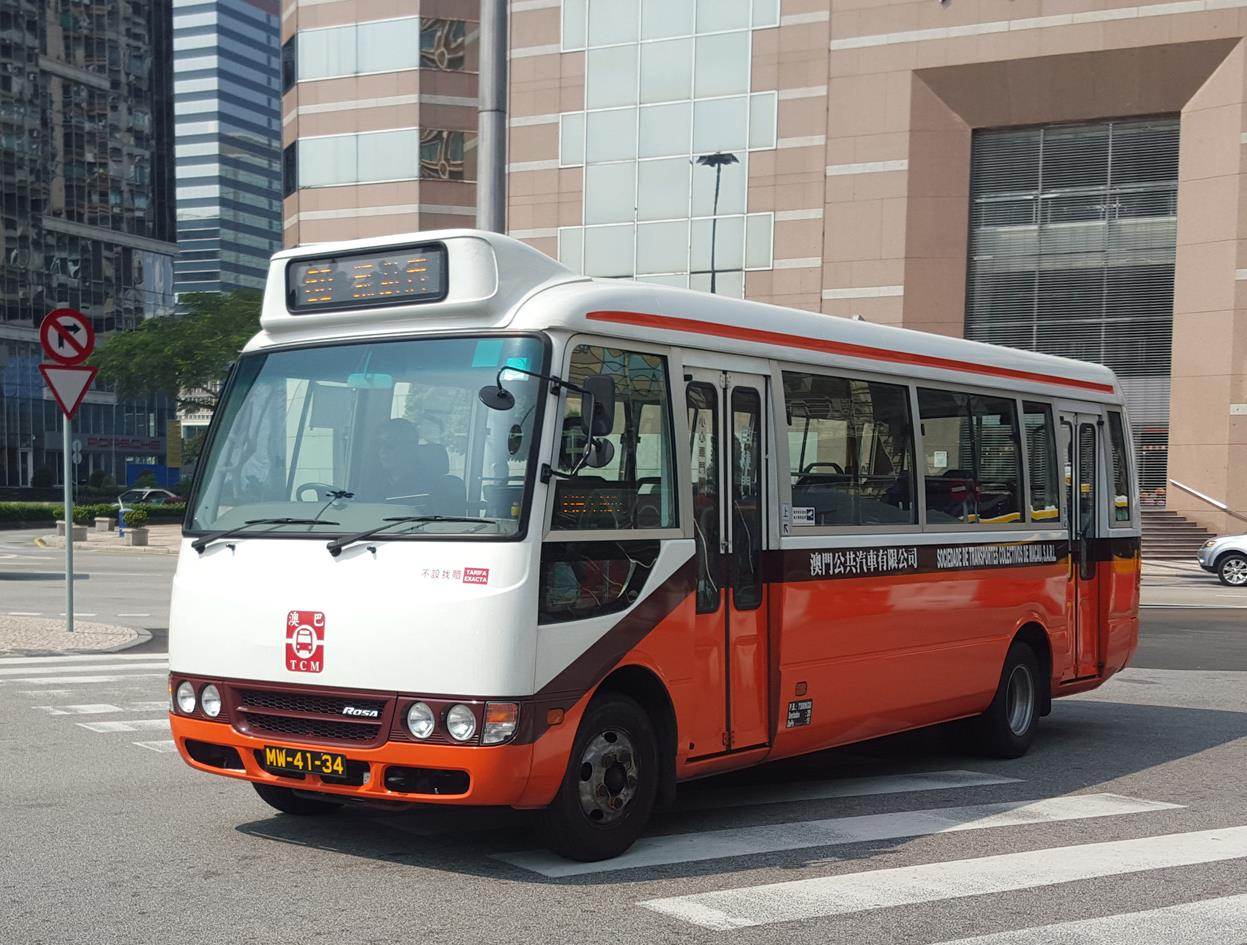
三菱Rosa
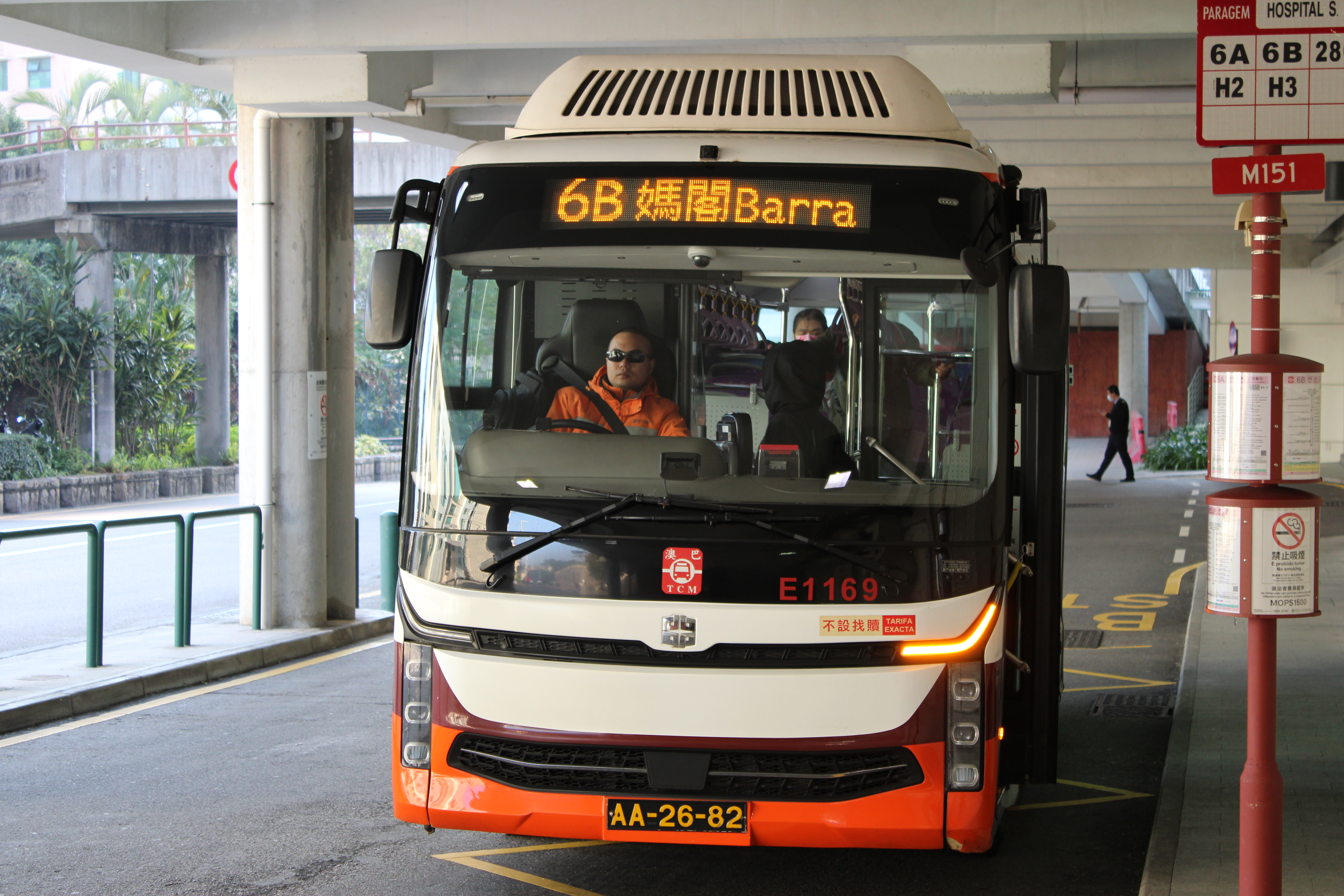
中通LCK6759SHEVG
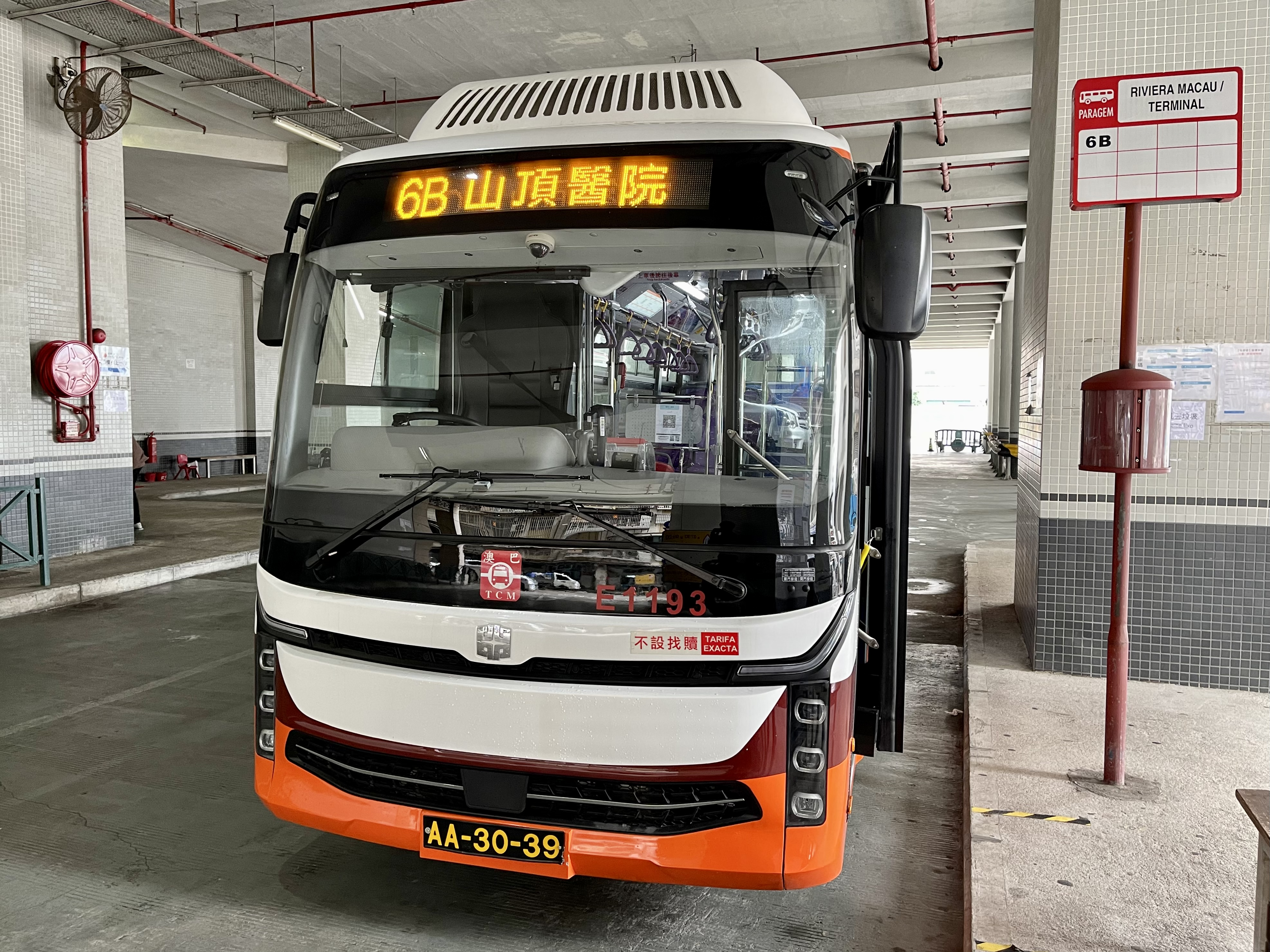
中通LCK6759SHEVG
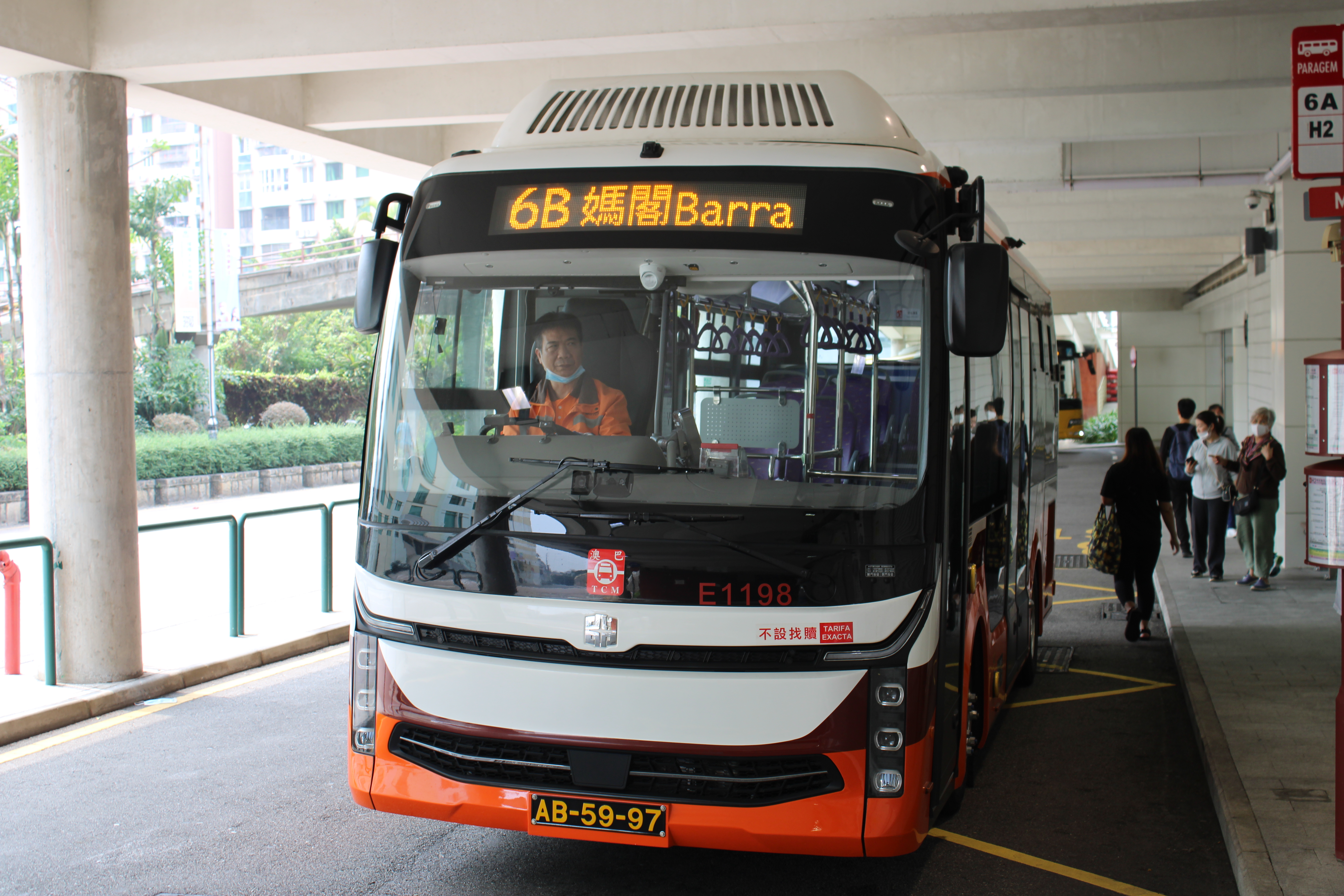
中通LCK6759SHEVG
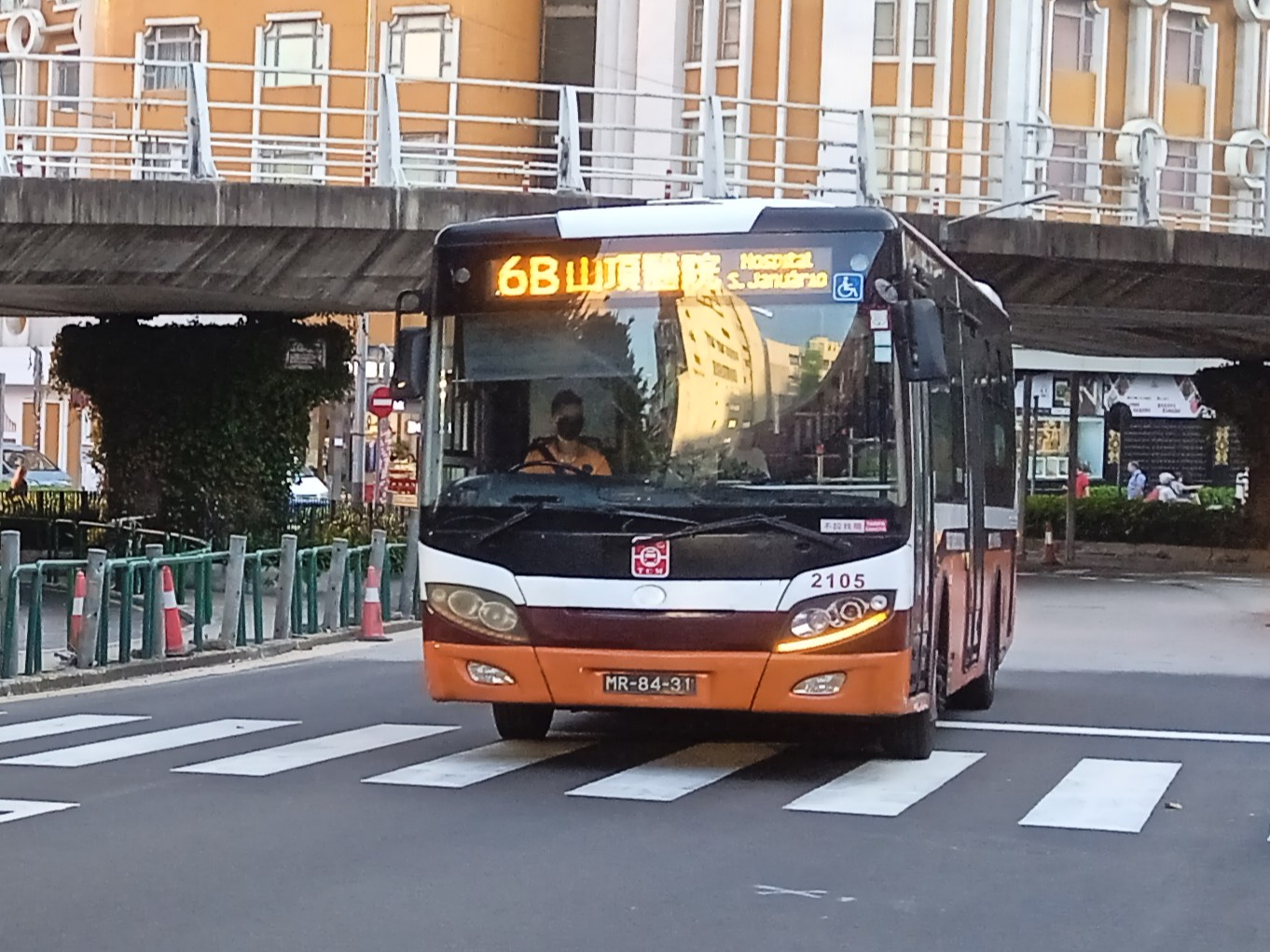
五洲龍FDG6951G
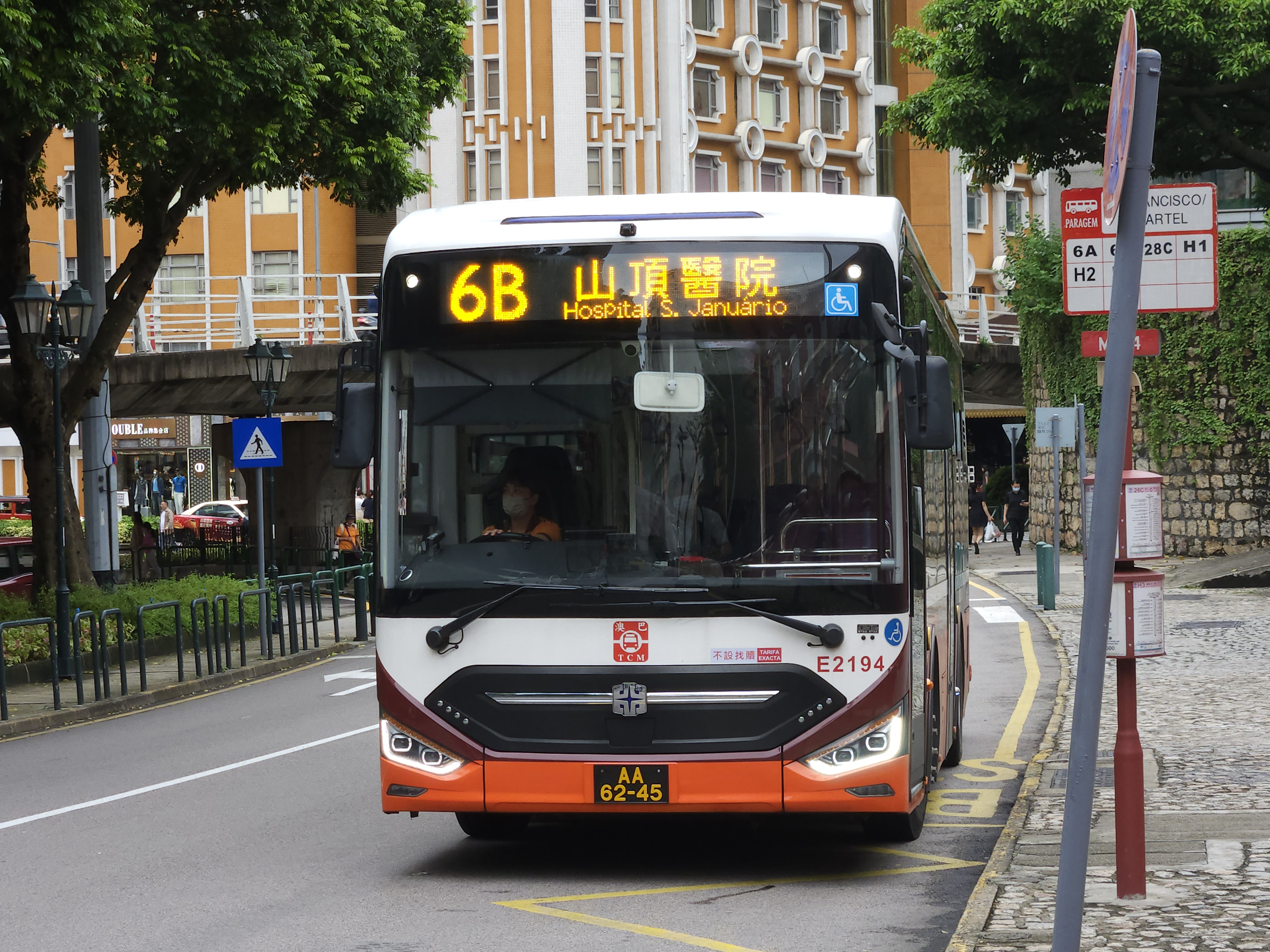
中通LCK6980SHEVG
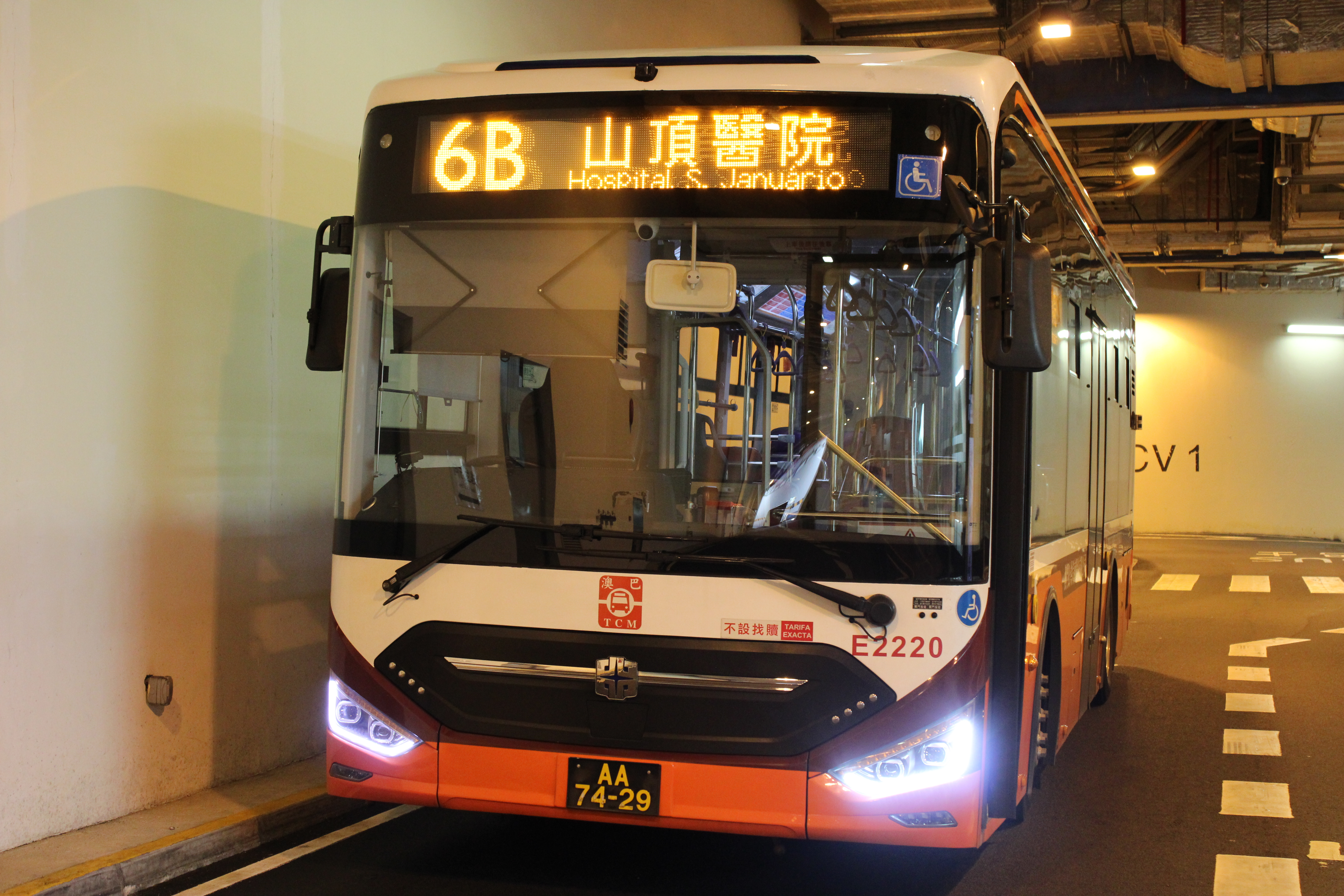
中通LCK6980SHEVG
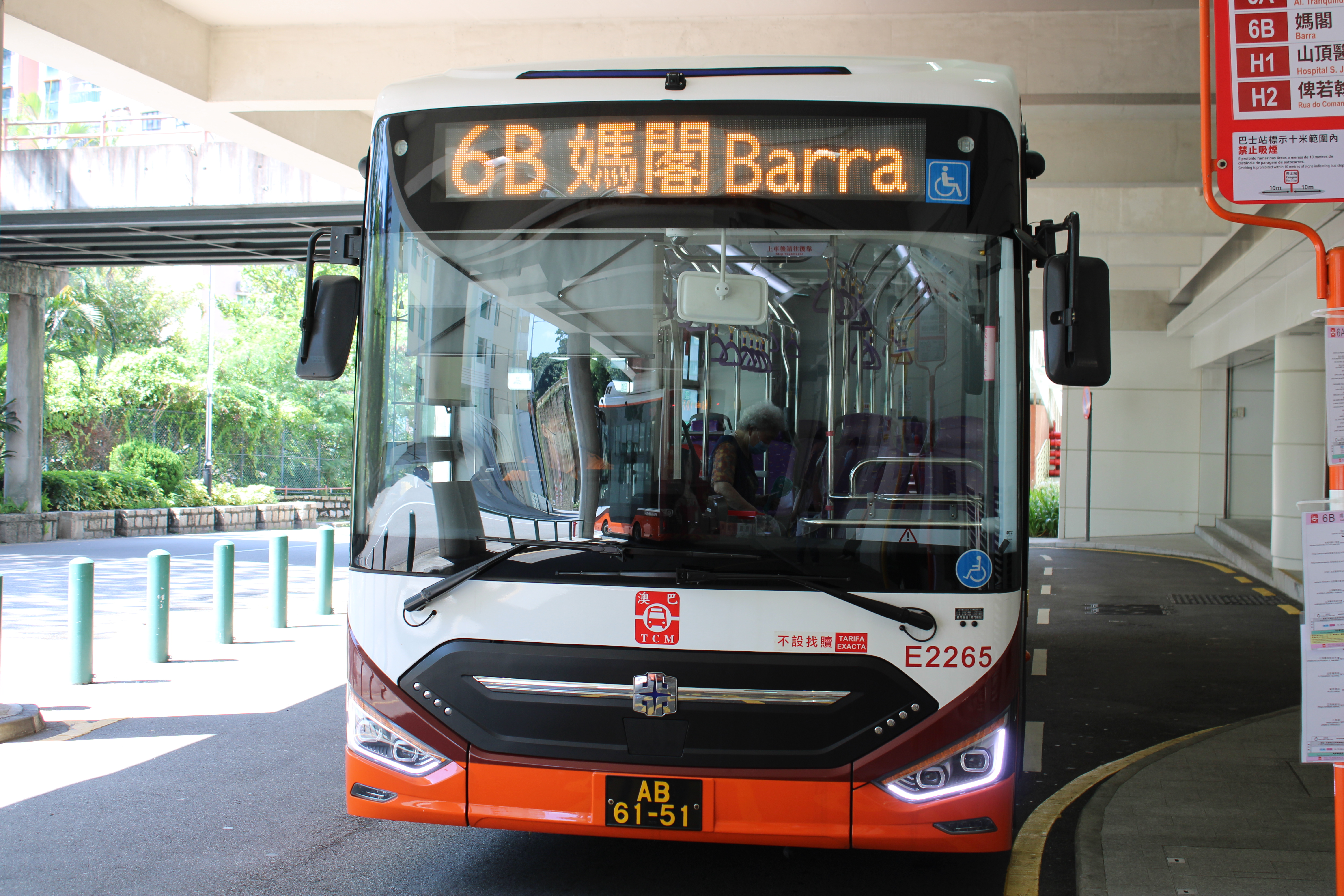
中通LCK6980SHEVG

## 備註
1. ↑  因應流動核酸採樣車的停泊點作調整，「凱泉灣總站」暫停運作，總站臨時改於“媽閣總站”，臨時停靠“河邊新街／凱泉灣”站

## 外部連結
- 澳門公共汽車股份有限公司（官方網站） （页面存档备份，存于）